# Hillov sistem
Hillov sistem je sistem pisanja kemijskih formul, ki ga je zasnoval in leta 1900 patentiral  Edwin A. Hill.
V Hillovem sistemu se v kemijski formuli na prvem mestu zapiše atom ogljika.  Ogljiku sledi vodik, vodiku pa ostali elementi po abecednem vrstnem redu. Če v formuli ni ogljika, se vsi elementi, vključno z vodikom, zapisujejo po abecedi.
Tako zapisane formule se zlahka sotrirajo najprej po abecedi in nato po naraščajočem številu atomov, kar omogoča veliko preglednost in hitro iskanje kemijskih spojin.

## Zgledi
Naslednje kemijske formule so napisane in razvrščene po Hillovem sistemu:
1. BrH
2. BrI
3. CH3I
4. C2H5Br
5. HI